# EX-17 Heligun
EX-17 Heligun — двоствольний кулемет калібру 7,62 мм. Зброя мала газовідвідну автоматику і була розроблена компанією Hughes Aircraft для встановлення на розвідувальний гелікоптер OH-6.

## Опис
Кулемет Heligun було розроблено компанією Hughes Aircraft як частина комплектації для розвідувального гелікоптера OH-6. Вона мала кілька значних переваг над Minigun'ом – він був вполовину легшим, мав власне живлення (не електричний привід) та мав темп вогню в 6000 пострілів за хвилину. В результаті його не прийняли на озброєння через невелику надійність (середній час між зупинками). Тому чиновники армії США вирішили, що переваги на настільки великі, щоб замінити M134 Minigun.